# 브래넌 계획
브래넌 계획(영어: Brannan Plan)은 1949년 실패한 미국의 농업 법안이다. 이는 농민에 대한 가격 지지로 인해 발생하는 막대한 농업 잉여의 주요 문제에 대응하여 미국 농민에게 "보상 지급"을 요구했다. 브래넌 계획은 1948년부터 1953년까지 해리 S. 트루먼 대통령 내각의 자유주의 구성원으로 14대 미국의 농무장관을 역임한 찰스 브래넌의 이름을 따서 명명되었다. 이 계획은 보수주의자들에 의해 저지되어 법으로 제정되지 못했다. 1950년 6월 6.25 전쟁이 발발하자 잉여 농산물이 중요한 무기가 되었고, 잉여 농산물이 소진되면서 가격이 치솟아 이 제안은 무의미해졌다.

## 배경
제2차 세계 대전 중, 식량이 해외에서 필요하다는 사실 때문에 농산물 수요가 매우 높았다. 정부는 농산물 가격을 시장 균형 수준보다 훨씬 높게 설정하여 최대 생산을 장려했다. 이는 궁극적으로 과잉 생산으로 이어졌다. 전쟁 중 농업 수요는 높았지만, 이러한 전시 상황은 전쟁이 끝났을 때 비현실적인 것으로 판명되었다. 전쟁 후에는 농산물 잉여가 많았다. 그 결과, 가격 지지에서 비롯된 가격은 소비자들이 지불할 의사가 있는 것보다 높아졌다.
브래넌의 제안에 앞서, 1938년 농업조정법의 개정판인 1948년 농업법이 최근 시행되었다. 그러나 이 법은 곧 만료될 전시법의 가격 지지 프로그램을 단순히 연장한 것에 불과했다. 뭔가 개선되어야 했다. 개혁의 필요성으로 인해 찰스 브래넌은 "명확한 소득 목표를 가진 생산 및 가격 조정"을 제안했고, 이는 빠르게 "브래넌 계획"으로 알려졌다. 목표는 옥수수, 밀, 담배, 목화, 우유, 계란, 닭, 돼지, 소고기 및 양고기에 높은 가격을 제공하는 것이었다. 정치적 가정은 미국 농민들이 미국에 도덕적으로 너무나 중요하여 시장의 수요와 공급에 관계없이 더 높은 소득을 받아야 한다는 것이었다. 이 계획은 재계와 거의 만장일치로 농민 단체의 반대에 부딪혔으며, 주요 후원자인 좌파 성향의 전국 농민 연대만이 지지했다.

## 제안
자유 시장에서 얻어진 가격은 농민에게 불공평한 것으로 간주되었다. 뉴딜 지원 시스템 하에서 정부는 가격을 "균형" 가격으로 인상할 것이며, 소비자들은 그만큼 구매하려 하지 않을 것이다. 결과적으로 정부는 초과 공급을 구매할 것이며, 이는 대량 저장으로 이어졌다. 그러나 브래넌 계획 하에서 정부는 잉여 농산물이 어떤 가격으로든 팔리도록 허용할 것이다. 따라서 가격은 시장에 의해 결정되는 수준으로 하락하여 잉여 농산물이 제거될 것이다. 낮은 가격을 보상하기 위해 재무부는 높은 균형 가격과 낮은 새로운 시장 가격의 차액을 농민에게 수표로 지급할 것이다. 총체적으로, 소비자들은 농산물에 대해 더 낮은 가격을 지불하고, 자원은 단순히 저장을 위해 식량을 생산하는 데 낭비되지 않으며, 농민들은 잉여 농산물에 대한 시장 가격으로 요구되는 양을 생산하면서 균형 가격을 받아 이익을 얻을 것이다.

## 의회 내 반대
브래넌의 계획은 주로 보수 공화당 의원들의 반대에 부딪혔다. 주요 반대 논거에는 균형 가격 또는 그 이상이 너무 큰 가격 차이이고 너무 많은 상품에 부여된다는 믿음, 납세자 부담이 너무 심각해질 것이라는 믿음, 그리고 다른 그룹이 아닌 농민만을 지원하는 것이 윤리적 문제를 일으킬 것이라는 믿음이 포함되었다. 버몬트 공화당 상원의원 조지 아이켄은 지원 수준 문제가 "경제학뿐만 아니라 정부 철학의 근본적인 관심사"라고 믿었다. 브래넌 계획은 "재무부로부터 막대한 지불을 요구하거나 농업 생산 및 마케팅에 대한 세부적이고 엄격한 통제를 요구할 것"이다. 브래넌의 노력에도 불구하고, 대부분의 의회는 그의 계획이 농산물 가격을 비현실적으로 높게 평가한다고 동의한 것으로 보인다.
1948년 대통령 선거에서 트루먼은 중서부 농민들로부터 막대한 지지를 받았고 공화당 상대 후보인 토머스 듀이에 대한 놀라운 승리를 거두었다. 그러나 보수 연합은 여전히 의회를 통제하고 있었고 이 계획에 반대했다. 6.25 전쟁은 1950년 6월에 시작되었고, 그리하여 식량은 냉전에서 공산주의에 대한 무기가 되었다. 가격이 상승했고, 잉여 농산물은 소진되었다.

## 같이 보기
- 미국의 농업 법안 (주요 법안)

## 추가 자료
- Benedict, Murray R. "Farm policies of the United States, 1790-1950: A Study of their Origins and Development." New York: The Twentieth Century Fund, 1953.
- Christenson, Reo M. The Brannan Plan: Farm Politics and Policy (University of Michigan Press, 1959)
- Dean, Virgil W. An Opportunity Lost: The Truman Administration and the Farm Policy Debate (University of Missouri Press, 2006) online
  - Dean, Virgil W. "The Farm Policy Debate of 1949-50: Plains State Reaction to the Brannan Plan." Great Plains Quarterly (1993): 33-46. online
  - Dean, Virgil W. "Charles F. Brannan and the Rise and Fall of Truman's 'Fair Deal' for Farmers." Agricultural History (1995): 28-53. in JSTOR
  - Dean, Virgil W. "Why Not the Brannan Plan?" Agricultural History (1996) 70#2, pp. 268-282. in JSTOR
- Flamm, Michael W. "The National Farmers Union and the evolution of agrarian liberalism, 1937-1946." Agricultural history (1994): 54-80. in JSTOR
- Matusow, Allen J. Farm Policies and Politics in the Truman Years (Harvard University Press, 1967)
- Thompson, Robert L. "Agricultural Price Supports," The Concise Encyclopedia of Economics.